# 2,5-dihidrofurano
El 2,5-dihidrofurano es un compuesto heterocíclico.

## Producción y representación
El 2,5-dihidrofurano puede obtenerse por oxidación de 1,3-butadieno. También es posible la adquisición por parte de isomerización por 3, 4-epoxi-1-buteno.

## Propiedades
El 2,5-dihidrofurano es un líquido inflamable amarillo pálido, que es prácticamente insoluble en agua.

## Instrucciones de seguridad
Los vapores del 2,5-dihidrofurano pueden ser una mezcla explosiva con el aire (punto de inflamación -17 °C).